# Fimbrina
La fimbrina, nota anche come plastina 1, è una proteina che negli esseri umani è codificata dal gene PLS1. È una proteina reticolante dell'actina importante nella formazione dei filopodi.

## Struttura
La fimbrina appartiene alla superfamiglia del dominio dell'omologia della calponina (CH) delle proteine di reticolazione dell'actina. Come altri membri di questa superfamiglia, che include l'α-actinina, la β-spettrina, la distrofina, l'ABP-120 e la filamina, ha un dominio di legame dell'actina di 27 kDa che contiene una duplicazione tandem di una sequenza che è omologa alla calponina. Oltre a reticolare i filamenti di actina in fasci e reti, i domini CH legano anche i filamenti intermedi e alcune proteine di trasduzione del segnale al citoscheletro dell'actina. Il confronto strutturale dei filamenti di actina e dei filamenti di actina decorati con dominio di fimbrina CH ha rivelato cambiamenti nella struttura dell'actina a causa del legame incrociato mediato dalla fimbrina che può influenzare l'affinità dei filamenti di actina per altre proteine leganti l'actina e può essere parte della regolazione del citoscheletro stesso.
Nell'uomo sono state identificate tre isoforme altamente omologhe, strettamente tissutali e locali specifiche: I-, T- e L-fimbrina. La L-fimbrina si trova solo nei leucociti normali o trasformati dove diventa fosforilata in risposta ad altri fattori come l'interleuchina 1. La I-fimbrina è espressa dalle cellule epiteliali dell'intestino e dei reni. La T-fimbrina si trova nelle cellule epiteliali e mesenchimali derivate da tessuto solido dove non viene fosforilata. Le differenze di espressione, sequenza e fosforilazione tra le varie isoforme della fimbrina suggeriscono la probabilità di differenze funzionali.

## Funzione
La fimbrina è presente in diverse strutture distinte di diversi tipi di cellule, inclusi microvilli intestinali, stereociglia delle cellule ciliate e filopodi di fibroblasti. Di solito è associata a filamenti di actina polarizzati nelle increspature della membrana, filopodi, stereociglia e placche di adesione. L'omologia di sequenza e le proprietà biochimiche mostrano che la fimbrina è altamente conservata dal lievito all'uomo. I mutanti del lievito privi di fimbrina sono difettosi nella morfogenesi e nell'endocitosi.
A causa della stretta vicinanza dei suoi domini tandem leganti l'actina, la fimbrina dirige la formazione di filamenti di actina strettamente legati che partecipano a processi dinamici, inclusa la citochinesi nel lievito e l'invasione delle cellule ospiti da parte di batteri enteropatici. Sebbene il coinvolgimento della fimbrina in processi come questi e il suo ruolo nell'assemblaggio e nella regolazione delle reti di microfilamenti siano ben documentati, ci sono meno dati sperimentali che descrivono l'organizzazione complessiva del dominio della molecola. Klein et al. (2004) hanno dettagliato la struttura cristallina dei nuclei di Arabidopsis thaliana e Schizosaccharomyces pombe fimbrina nel tentativo di evidenziare l'organizzazione compatta e distintamente asimmetrica della molecola di fimbrina. Questo studio strutturale del nucleo della fimbrina rappresenta la prima descrizione strutturale dettagliata di una proteina di reticolazione dell'actina funzionale.